# Szuchy Emil
Szuchy Emil (Emilij Suchý; Kolossó-Zábava, 1885. február 16. – Pozsony, 1970. március 14.) parókus, szentszéki tanácsos.

## Élete
Adalbert Bartolomej Suchý és Otília egyetlen gyermeke. 1909. november 16-án házasodott össze Michalovics Kornéliával (Michalovics József lánya). Hat gyermeket neveltek. Fia Szuchy M. Emil közíró, műfordító, színházi rendező, muzeológus. Boldog Miriam Terézia Demjanovičová (Teresa Demjanovich) amerikai nővér unokatestvére.
1894-től Eperjesen a királyi katolikus gimnáziumban és a görögkatolikus papneveldében tanult. 1906-tól az eperjesi egyházmegye internátus, tanítóképző és felsőbb népiskola tanulmányi felügyelője volt. Földrajzot, történelmet és rajzolást oktatott. 1909. december 12-én Vályi János püspök pappá szentelte. Alsórépáson, majd Csicsókán lett lelkész. 1914-ben Eperjesen káplán és hitoktató, később hittanár.
Vezette az eperjesi egyházművészeti és egyházépítészeti irodát.
1927. október 12-től 1939-ig Pavol Peter Gojdič püspök titkára, 1939-től saját kérésére az eperjesi görögkatolikus szeminárium tanulmányi felügyelője. A Petra cég vezetője. 1947-ben püspöke kérésére nyugdíjaztatását kérte. A görögkatolikus egyház üldözése és megszüntetésekor legkisebb fia táviratozott, hogy azonnal utazzon Pozsonyba. Ott hunyt el, majd az eperjesi köztemetőben temették el.
Eperjesen 1916. január 7. és 1918 decembere között a Nase Otecsesztvo görögkatolikus hetilap felelős szerkesztője. Álnevei és betűjegyei: ÉN, Filaret, 32, Százados, Szécsfaludy, Zé.

## Művei
- 1911 A sóhajok hídján. Elbeszélések. Budapest.
- Valószínűleg ő írta a Slovenská reč (1921) tankönyvet a népiskolák számára[2]

A következő lapokban publikált: Alkotmány (1909/12, 14), Egyh. Közl. (1909), Élet (1910/12, 14), Művészet (1909/11), győri Nagyasszonyunk (1910/11), Deres, Egyház és Iskola, Egyházi Műipar, Eperjes, Eperjesi Lapok, Eperjesi Újság, kassai Esti Újság, Felsővidék, Görög Katolikus Szemle, Magyar Állam, Prágai Magyar Hírlap (1923/38).